# Livingston (Louisiana)
Livingston és una població dels Estats Units a l'estat de Louisiana. Segons el cens del 2000 tenia 1.342 habitants.

## Demografia
Segons el cens del 2000, Livingston tenia 1.342 habitants, 539 habitatges, i 377 famílies. La densitat de població era de 166,1 habitants/km².
Dels 539 habitatges en un 34,3% hi vivien nens de menys de 18 anys, en un 49,9% hi vivien parelles casades, en un 15% dones solteres, i en un 29,9% no eren unitats familiars. En el 25,6% dels habitatges hi vivien persones soles l'11,9% de les quals corresponia a persones de 65 anys o més que vivien soles. El nombre mitjà de persones vivint en cada habitatge era de 2,49 i el nombre mitjà de persones que vivien en cada família era de 3.
Per edats la població es repartia de la següent manera: un 26,1% tenia menys de 18 anys, un 11,2% entre 18 i 24, un 27% entre 25 i 44, un 23,9% de 45 a 60 i un 11,8% 65 anys o més.
L'edat mediana era de 35 anys. Per cada 100 dones de 18 o més anys hi havia 87,9 homes.
La renda mediana per habitatge era de 32.813 $ i la renda mediana per família de 41.625 $. Els homes tenien una renda mediana de 33.958 $ mentre que les dones 20.795 $. La renda per capita de la població era de 15.075 $. Entorn del 10,9% de les famílies i el 12,9% de la població estaven per davall del llindar de pobresa.

## Poblacions més properes
El següent diagrama mostra les poblacions més properes.